# Alessandro Marchetti (matematik)
Alessandro Marchetti (17. března 1633 Empoli – 6. září 1714 Pisa) byl italský matematik a spisovatel.

## Život a kariéra
Byl profesorem filozofie a poté matematiky na univerzitě v Pise, kde pokračoval jako následovník Galilea na poli mechaniky, stejně jako Vincenzo Viviani. Šířil myšlenky ateismu a materialismu a byl blízko obvinění z bezbožnosti.

## Dílo
- De resistentia solidorum, 1669
- Exercitationes mechanicae, 1669
- Della natura delle comete..., 1684
- Saggio delle rime eroiche morali, e sacre, 1704
- Vita, e poesie d'Alessandro Marchetti da Pistoja filosofo, e matematico ... (vydáno posmrtně v roce 1755)